# Терцо (Удине)
Терцо је насеље у Италији у округу Удине, региону Фурланија-Јулијска крајина.
Према процени из 2011. у насељу је живело 304 становника. Насеље се налази на надморској висини од 380 м.